# Drosophila bodemannae
Drosophila bodemannae este o specie de muște din genul Drosophila, familia Drosophilidae, descrisă de Pipkin și Heed în anul 1964.
Este endemică în Panama. Conform Catalogue of Life specia Drosophila bodemannae nu are subspecii cunoscute.